# Pamiropsis murghob
Genre
Espèce
Pamiropsis murghob, unique représentant du genre Pamiropsis, est une espèce d'araignées aranéomorphes de la famille des Zoropsidae.

## Distribution
Cette espèce est endémique du Haut-Badakhchan au Tadjikistan,. Elle se rencontre vers Murghab.

## Description
La femelle holotype mesure 14,6 mm.

## Systématique et taxinomie
Cette espèce a été décrite par Marusik et Fomichev en 2024.
Ce genre a été décrit par Marusik et Fomichev en 2024 dans les Zoropsidae.

## Étymologie
Son nom d'espèce lui a été donné en référence au lieu de sa découverte, Murghab.

## Publication originale
(mai 2024).
- Marusik & Fomichev, 2024 : « An enigmatic new genus of spiders (Aranei: Dionycha) from the highlands of Pamir Mountains, Middle Asia. » Arthropoda Selecta, vol. 33, no 2, p. 245-249.